# Scottish Division One 1912/1913
Dvacátý třetíročník Scottish Division One (1. skotské fotbalové ligy) se konal od 17. srpna 1912 do 30. dubna 1913.
Soutěže se zúčastnilo opět 18 klubů a vyhrál ji poosmé ve své historii a obhájce minulých dvou ročníku Rangers FC. Nejlepším střelcem se stal opět hráč Rangers FC Willie Reid, který vstřelil 30 branek.